# Nepetoideae
Nepetoideae, potporodica medićevki. Sastoji se od preko 130 rodova unutar 6 tribusa, a ime je dobila po rodu Nepeta, mačja metvica. Uglavnom poznata po svojim bogatim aromama i jedinstvenim ljekovitim svojstvima.

## Etimologija
Naziv Nepetoideae potječe od roda Nepeta, što na latinskom znači "mačja metvica" ili "mačja trava". Sufiks "-oideae" označava potporodicu, što je oznaka ukorijenjena u botaničkoj taksonomiji. Ovo ime prikladno odražava značaj roda, osobito ako se odnosi na njegovu poznatu srodnost s mačkama!

## Opis
Potporodica Nepetoideae, ogranak veće obitelji Lamiaceae a obuhvaća različite vrste, uključujući dobro poznatu pravu mačju metvicu (Nepeta cataria) i nekoliko aromatičnih biljaka. Pretežno prisutne u umjerenim regijama, ove biljke karakteriziraju njihove četvrtaste stabljike, nasuprotni listovi i živopisni cvjetovi.

### Fizičke karakteristike
Biljke Nepetoideae poznate su po svojim jedinstvenim fizičkim osobinama. Oni obično pokazuju:
- Četvrtaste stabljike: Karakteristika porodice metvica, te su stabljike često aromatične i mogu imati četvrtaste izbočine.
- Nasuprotno lišće: Lišće raste točno jedno nasuprot drugom duž stabljike, često s nazubljenim rubom.
- Živopisno cvijeće: Većina vrsta ima guste cvjetne grozdove, često u nijansama plave, ljubičaste ili bijele, privlačeći razne oprašivače.[3]

### Prepoznatljive osobine
Lišće ispušta jake mirise mente, osobito kada se zgnječi. Cvjetovi su općenito dvousni, što znači da imaju dvije različite usne, što olakšava pristup oprašivačima. Mnoge su vrste zeljaste trajnice, koje uspijevaju iz godine u godinu s bujnim zelenim lišćem.

## Ekološki značaj
Ekološka uloga Nepetoideae je ključna. Ove biljke osiguravaju esencijalni nektar i pelud za pčele, leptire i druge oprašivače. Neke vrste, poput mačje metvice, imaju značajan utjecaj na lokalne ekosustave, pružajući sklonište i resurse raznim kukcima i pticama.

## Preferirana klima i tlo
Nepetoideae ima tendenciju da uspijeva u dobro dreniranim tlima s dovoljno sunca. Preferiraju umjerenu klimu, ali mogu tolerirati niz uvjeta. Prilagodljivost ovih biljaka čini ih prikladnima za razne vrtove, od suhih, pjeskovitih tala do bogatijih sastava na bazi gline.

## Rast i razmnožavanje
Ove biljke općenito pokazuju brz rast, često dostižući zrelost u samo jednoj do dvije vegetacijske sezone. Razmnožavaju se spolno, putem sjemena, i nespolno putem vegetativnih metoda poput reznica stabljike. Mnoge su sklone agresivnom širenju, što ih čini izvrsnim kandidatima za pokrivanje tla.

## Staništa i rasprostranjenost
Nepetoideae se prirodno nalazi diljem Europe, Azije i Sjeverne Amerike. Njegovi divlji srodnici često nastanjuju travnjake, otvorene šume i poremećena mjesta. Mačja metvica, na primjer, uspijeva na sunčanim livadama i uz ceste, pokazujući otpornu prirodu biljke.

## Ljudska upotreba
Primjena Nepetoideae je raznolika kao i same biljke. Mnoge vrste se uzgajaju zbog svojih ljekovitih svojstava ili kulinarske upotrebe. Mačja metvica je posebno poznata po svojim učincima na mačke, a koristi se i u biljnim čajevima zbog svojih umirujućih učinaka na ljude. Druge vrste, poput Monarde (pčelinji balzam), popularne su u vrtovima zbog svoje ljepote i mirisa.

## Uobičajeni štetnici i bolesti
Poput mnogih biljaka, Nepetoideae nije imuna na štetnike i bolesti. Uobičajene prijetnje uključuju: Lisne uši, to su sićušni insekti koji sišu sok mogu oslabiti biljke ako se ne liječe. Gljivične bolesti kao što je pepelnica, osobito u pretjerano vlažnim uvjetima, i grinje, ovi štetnici mogu se pojaviti kada su biljke pod stresom, uzrokujući promjenu boje lišća.

## Status zaštite
Iako mnoge biljke Nepetoideae nisu ugrožene, neke su suočene s prijetnjama zbog gubitka staništa i klimatskih promjena. U raznim regijama provode se napori za očuvanje ovih biljaka i njihovih ekosustava. 

## Tribusi i rodovi
Subfamilia Nepetoideae Burnett
1. Tribus Elsholtzieae Burnett
  1. Perillula Maxim. (1 sp.)
  2. Ombrocharis Hand.-Mazz. (1 sp.)
  3. Collinsonia L. (5 spp.)
  4. Keiskea Miq. (7 spp.)
  5. Perilla L. (1 sp.)
  6. Mosla (Benth.) Buch.-Ham. ex Maxim. (14 spp.)
  7. Elsholtzia Willd. (42 spp.)
2. Tribus Salviae Dumort.
  1. Subtribus Salviinae Endl.
    1. Salvia L. (1014 spp.)

  2. Subtribus Hyptidinae Endl.
    1. Leptohyptis Harley & J.F.B. Pastore (5 spp.)
    2. Oocephalus (Benth.) Harley & J.F.B.Pastore (22 spp.)
    3. Medusantha Harley & J.F.B.Pastore (8 spp.)
    4. Martianthus Harley & J.F.B.Pastore (4 spp.)
    5. Gymneia (Benth.) Harley & J.F.B.Pastore (7 spp.)
    6. Rhaphiodon Schauer (1 sp.)
    7. Physominthe Harley & J.F.B.Pastore (2 spp.)
    8. Hyptidendron Harley (22 spp.)
    9. Condea Adans. (29 spp.)
    10. Mesosphaerum P.Browne (24 spp.)
    11. Eriopidion Harley (1 sp.)
    12. Eriope Humb. & Bonpl. ex Benth. (32 spp.)
    13. Hypenia (Mart. ex Benth.) Harley (26 spp.)
    14. Asterohyptis Epling (4 spp.)
    15. Marsypianthes Mart. ex Benth. (7 spp.)
    16. Eplingiella Harley & J.F.B.Pastore (3 spp.)
    17. Cyanocephalus (Pohl ex Benth.) Harley & J.F.B.Pastore (27 spp.)
    18. Cantinoa Harley & J.F.B.Pastore (26 spp.)
    19. Hyptis Jacq. (168 spp.)
3. Tribus Ocimeae Dumort.
  1. Subtribus Ociminae (Dumort.) J.A.Schmidt
    1. Ocimum L. (65 spp.)
    2. Syncolostemon E.Mey. ex Benth. (51 spp.)
    3. Orthosiphon Benth. (43 spp.)
    4. Fuerstia T.C.E.Fr. (9 spp.)
    5. Hoslundia Vahl (1 sp.)
    6. Basilicum Moench (1 sp.)
    7. Benguellia G.Taylor (1 sp.)
    8. Catoferia (Benth.) Benth. (4 spp.)
    9. Endostemon N.E.Br. (21 spp.)
    10. Haumaniastrum P.A.Duvign. & Plancke (35 spp.)
    11. Platostoma Beauverd (51 spp.)

  2. Subtribus Plectranthinae Endl.
    1. Alvesia Welw. (3 spp.)
    2. Aeollanthus Mart. ex Spreng. (44 spp.)
    3. Tetradenia Benth. (20 spp.)
    4. Thorncroftia N. E. Br. (6 spp.)
    5. Plectranthus L´Hér. (77 spp.)
    6. Capitanopsis S. Moore (6 spp.)
    7. Equilabium Mwany., A.J.Paton & Culham (42 spp.)
    8. Coleus Lour. (304 spp.)
    9. Paralamium Dunn (1 sp.)

  3. Subtribus Melissinae Dumort.
    1. Melissa L. (4 spp.)
    2. Heterolamium C.Y.Wu (2 spp.)
4. Tribus Prunelleae Raf.
  1. Subtribus Prunellinae Dumort.
    1. Prunella L. (7 spp.)
    2. Cleonia L. (1 sp.)

  2. Subtribus Lepechiniinae Benth. & Hook.f.
    1. Lepechinia Willd. (48 spp.)

  3. Subtribus Lavandulinae Endl.
    1. Lavandula L. (42 spp.)

  4. Subtribus Hanceolinae (Wu) Paton, Ryding & Harley
    1. Isodon (Schrad. ex Benth.) Spach (110 spp.)
    2. Siphocranion Kudô (3 spp.)
    3. Hanceola Kudô (10 spp.)

  5. Subtribus Nepetinae Coss. & Germ.
    1. Nepeta L. (291 spp.)
    2. Kudrjaschevia Pojark. (5 spp.)
    3. Drepanocaryum Pojark. (1 sp.)
    4. Marmoritis Benth. (5 spp.)

  6. Subtribus Hormininae Endl.
    1. Horminum L. (1 sp.)
5. Tribus Saturejeae Benth.
  1. Subtribus undescribed
    1. Agastache Clayton ex Gronov. (23 spp.)
    2. Meehania Britton (9 spp.)
    3. Glechoma L. (7 spp.)

  2. Subtribus Saturejinae ined.
    1. Satureja Tourn. ex Mill. (43 spp.)
    2. ×Clinomicromeria Govaerts (0 sp.)
    3. Gontscharovia Boriss. (1 sp.)
    4. Saccocalyx Coss. & Durieu (1 sp.)
    5. Micromeria Benth. (70 spp.)
    6. Killickia Bräuchler, Heubl & Doroszenko (4 spp.)
    7. Hyssopus L. (7 spp.)
    8. Dracocephalum L. (81 spp.)
    9. Cedronella Moench (1 sp.)

  3. Subtribus Clinopodiinae Dumort.
    1. Bystropogon L´Hér. (7 spp.)
    2. Cuminia Colla (1 sp.)
    3. Minthostachys (Benth.) Spach (16 spp.)
    4. Clinopodium L. (192 spp.)
    5. Cyclotrichium (Boiss.) Manden. & Scheng. (9 spp.)
    6. Obtegomeria Doroszenko & P. D. Cantino (1 sp.)
    7. Kurzamra Kuntze (1 sp.)
    8. Ziziphora L. (14 spp.)
    9. Hedeoma Pers. (46 spp.)
    10. Rhododon Epling (1 sp.)
    11. Pogogyne Benth. (8 spp.)
    12. Poliomintha A. Gray (8 spp.)
    13. Hesperozygis Epling (7 spp.)
    14. Glechon Spreng. (7 spp.)
    15. Hoehnea Epling (4 spp.)
    16. Rhabdocaulon (Benth.) Epling (8 spp.)
6. Tribus Mentheae Dumort.
  1. Lycopus L. (19 spp.)
  2. Mentha L. (25 spp.)
  3. Cunila D.P.Royen ex L. (20 spp.)
  4. Piloblephis Raf. (1 sp.)
  5. Monardella Benth. (39 spp.)
  6. Pycnanthemum Michx. (19 spp.)
  7. Acanthomintha (A.Gray) A.Gray (4 spp.)
  8. Monarda L. (22 spp.)
  9. Blephilia (L.) Raf. (4 spp.)
  10. Conradina A.Gray (5 spp.)
  11. Dicerandra Benth. (6 spp.)
  12. Thymbra L. (6 spp.)
  13. Coridothymus Rchb.f. (1 sp.)
  14. Thymus L. (260 spp.)
  15. Origanum L. (43 spp.)
  16. Zataria Boiss. (1 sp.)
  17. Pentapleura Hand.-Mazz. (1 sp.)